# Saulx (fiume)
Il Saulx è un fiume francese. È affluente della Marna e dunque, indirettamente, della Senna. Le sorgenti sono a Germay nell'Alta Marna e si getta nella Marna a Vitry-le-François.